# Carolina-Jasmin

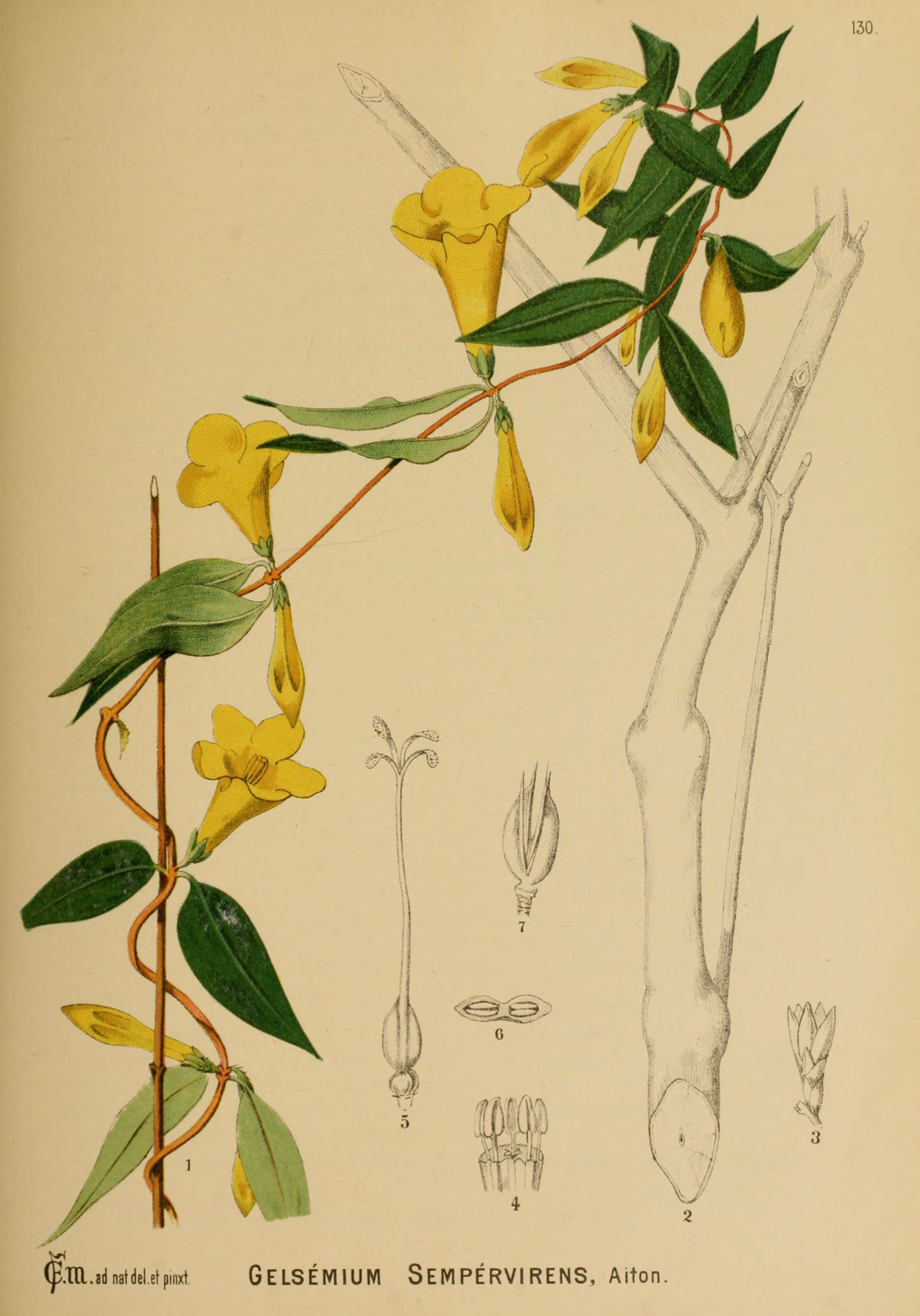
Illustration

Carolina-Jasmin (Gelsemium sempervirens) ist eine Pflanzenart in der Familie der Gelsemiaceae. Sie hat ein Verbreitungsgebiet von Guatemala über die südöstlichen USA, nördlich bis Virginia. Sie wird wegen ihrer dekorativen gelben Blüten als Zierpflanze verwendet.

## Namensgebung
Obwohl diese Pflanze im deutschen Sprachraum selten zu sehen ist, gibt es einige verschiedene Namen, die außerdem noch eine Verwechslung mit anderen als „Jasmin“ bezeichneten Pflanzen ermöglichen.

### Trivialnamen

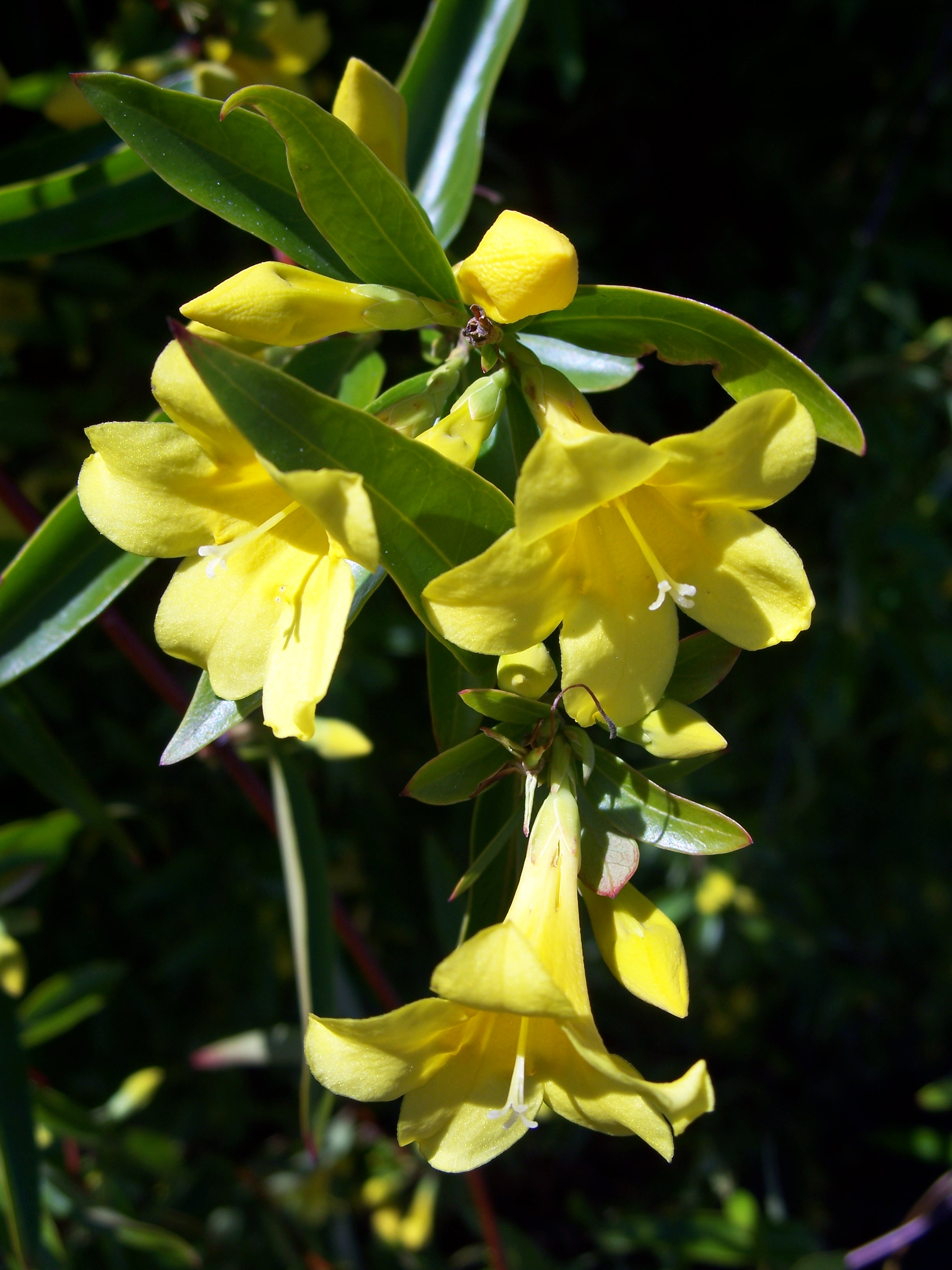
Blüten

Im Deutschen wird der Carolina-Jasmin häufig als Gelber Jasmin bezeichnet. Der Name ist insofern irreführend, als auch der bekannte Winter-Jasmin (Jasminum nudiflorum) gelb blüht. Auch die Bezeichnung Falscher Jasmin ist mehrdeutig, da mit diesem Namen auch der im deutschen Sprachraum häufiger angepflanzte Pfeifenstrauch bezeichnet wird.
Weitere neuere umgangssprachliche Bezeichnungen sind Giftjasmin und Dufttrichter.
Mit den als „Jasmin“ bezeichneten Pflanzen der Gattung Jasminum ist der Carolina-Jasmin botanisch nicht verwandt.
Die englische Bezeichnung lautet „Yellow Jessamine“ oder „Carolina Jessamine“.

### Botanischer Name
Das Epitheton sempervirens bedeutet „immergrün“.
Eine frühe Beschreibung und Abbildung findet sich 1754 in Catesbys „Natural History“, wo die Pflanze als „Gelseminum, sive Jasminum luteum odoratum Virginianum scandens, semper virens“ bezeichnet wird. Catesbys Text und Illustration sind detailliert und zutreffend, sie bilden die Grundlage für Linnés Zuordnung zur Gattung Bignonia als B. sempervirens. Schon Jussieu zweifelt an der Zugehörigkeit zu Bignonia und stellt 1789 die Gattung Gelsemium mit G. sempervirens als damals einzig bekanntem Vertreter auf.

1805 beschreibt dann Jaume Saint-Hilaire die Pflanze in seinem Werk „Exposition des Familles Naturelles et de la Germination des Plantes“. 1811 taucht sie bei William Townsend Aiton auf, der eine Auflistung aller in den Kew Gardens wachsenden Pflanzen herausgibt, woraus hervorgeht, dass der Carolina-Jasmin schon seit 1640 dort kultiviert wird. Beide Autoren, Jaume Saint-Hilaire sowie W. T. Aiton, werden in der Literatur als Erstbeschreibende genannt.
Während die Art lange Zeit zur Familie der Loganiaceae gerechnet wurden und unter diesem Namen in der meisten Literatur zu finden sind, stellte man sie 1994 zu einer eigenen Familie der Gelsemiaceae. Neuere genetische Untersuchungen stützen diese Aufteilung.

## Beschreibung
Es ist eine immergrüne Liane, also eine verholzende Kletterpflanze. Die dünnen, kahlen Stängel dieser Pflanze führen Milchsaft, sind nicht behaart und schlingen sich um passende Stützen. Auf diese Art klettert die Pflanze bis zu 6 Meter hoch.
Die kurz gestielten Laubblätter sind gegenständig, glänzend dunkelgrün, eilanzettlich bis schmal-eiförmig, spitz bis zugespitzt und etwa 5 bis 10 Zentimeter lang. Sie sind ledrig, kahl und ganzrandig. In kalten Wintern verliert die Pflanze ihre Blätter teilweise, sie werden dann violett, im Großteil ihres natürlichen Verbreitungsgebietes ist sie aber immergrün. Die Nebenblätter sind reduziert.
Die kurz gestielten, heterostylen und zwittrigen, fünfzähligen Blüten mit doppelter Blütenhülle sind rein gelb, manchmal mit orangem Schlund, und bestehen aus fünf glockenförmig verwachsenen Blütenblättern mit kurzen, dachigen Lappen. Sie sitzen einzeln oder zu wenigen zusammen in den Blattachseln an den Enden der Triebe. Sie öffnen sich im Frühjahr und duften angenehm. Die fünf Staubblätter sitzen in der Kronröhre. Der abgeflachte Fruchtknoten ist oberständig mit einem oben vierästigen Griffel. Der Nektar gilt ist giftig.
Es werden flache, zweikammerige, mehrsamige und geschnäbelte, bis 2 Zentimeter große, septizide, vierklappige Kapselfrüchte gebildet, die geflügelte, elliptische, flache, mit Flügel bis 1 Zentimeter lange Samen entlassen.
Es gibt insgesamt nur drei Arten in der Gattung; sehr ähnlich ist die Art Gelsemium rankinii mit einem kleineren Verbreitungsgebiet im Südosten der USA.

## Verwendung
Obwohl die ganze Pflanze bei Verzehr für den Menschen sehr stark giftig ist, wird sie sowohl als Zierpflanze als auch zum Herstellen von Arznei verwendet.

### Historisch
Carolina-Jasmin wurde von den Indianern Nord- und Mittelamerikas zum Fischfang benutzt. Die Otomí-Indianer stellten auch aus der Wurzel der Carolina-Jasmin-Pflanze den Gifttrank „Bebo-sito“ (gläserner Sarg) her, welche die Opfer, bei vollem Bewusstsein, lähmte. Höhere Dosen bewirken eine Atemlähmung, die zum Tode führt.

### Gärtnerisch
Carolina-Jasmin wird wegen seiner dekorativen, duftenden Blüten als Zierpflanze verwendet. Besonders im Südosten der USA ist er beliebt, in South Carolina ist er sogar „state flower“. In Mitteleuropa wird er wegen seiner geringen Frosttoleranz selten im Freiland gepflanzt, ist aber manchmal als Kübelpflanze erhältlich.
Die Royal Horticultural Society hat Carolina-Jasmin 1993 mit einem Award of Garden Merit ausgezeichnet.
Es existiert eine gefülltblühende Sorte namens 'Pride of Augusta'.
Gärtnerisch vermehrt wird diese Art durch Stecklinge, sie wurzelt unabhängig vom Zeitpunkt des Steckens leicht und ist in der Kultur unproblematisch.

### Medizinisch
Für die von der traditionellen medizinischen Verwendung beanspruchten Anwendungsgebiete (Asthma bronchiale, Migräne, Neuralgien) ist die Wirksamkeit nicht belegt und wird deshalb von der Kommission E (pflanzliche Arzneimittel) nicht empfohlen.
Wichtige Inhaltsstoffe sind verschiedene Alkaloide (Gelsemin, Gelsemicin, Gelsedin, Sempervirin),  Stärke, ätherisches Öl, Resin.
Das Homöopathikum Gelsemium sempervirens (Kurzform: Gels) wird aus dem frischen Wurzelstock (Gelsemii rhizoma) der Pflanze hergestellt und wird insbesondere bei Störungen des Nervensystems (z. B. Krämpfe, Schwäche, Zittern, Lähmungen) verabreicht. In Deutschland ist Gelsemium sempervirens verschreibungspflichtig bis einschließlich D3 Potenz.